# Michael C. Hall
Michael Carlyle Hall (Raleigh, 1º febbraio 1971) è un attore statunitense.
È conosciuto soprattutto per i ruoli di David Fisher e Dexter Morgan, rispettivamente, nelle serie televisive Six Feet Under e Dexter.

## Biografia
Hall è nato a Raleigh, Carolina del Nord. Il padre, William Carlyle Hall, muore nel 1982 per un tumore alla prostata, quando il figlio ha 11 anni. Frequenta la Ravenscroft School di Raleigh, e si diploma nel 1989, manifestando in seguito il desiderio di diventare avvocato.
Il 1º maggio 2002 Hall sposa l'attrice Amy Spanger, sua collega nel musical Chicago a Broadway, da cui divorzia nel 2006. Il 31 dicembre 2008 sposa l'attrice Jennifer Carpenter, che condivide con lui il set della serie TV Dexter. I due si separano alla fine del 2010. La coppia ha ufficialmente divorziato nel dicembre del 2011.
Il 13 gennaio 2010 l'attore rivela di essere affetto dal linfoma di Hodgkin. Il 25 aprile dello stesso anno, l'allora moglie Jennifer Carpenter dichiara che Hall è completamente guarito. Nel settembre del 2012 ha iniziato a frequentare Morgan Macgregor, un'editrice associata al Los Angeles Review of Books; la coppia si è sposata il 29 febbraio 2016.

### Carriera

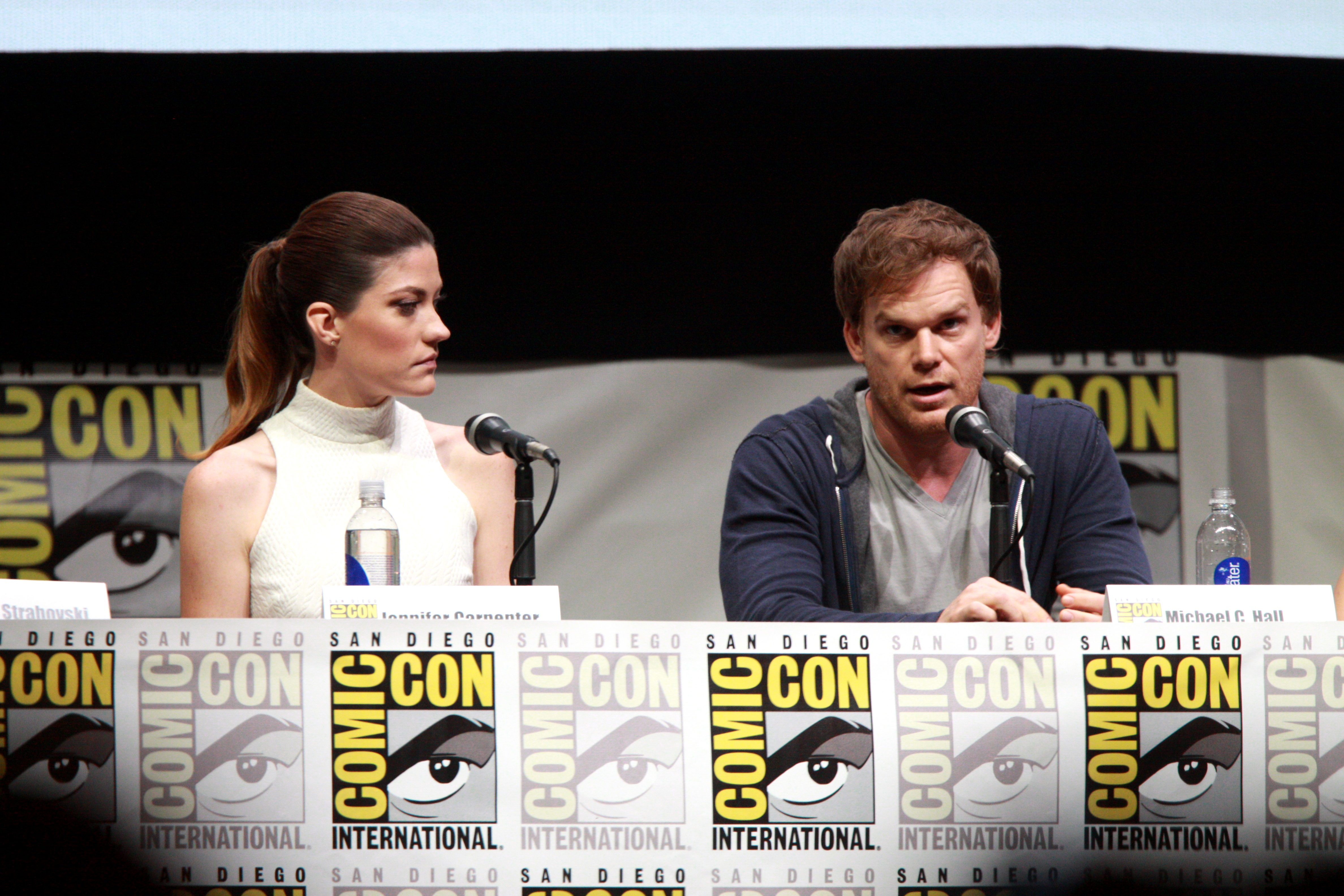
Michael C. Hall (a destra) nel 2013 assieme a Jennifer Carpenter

Inizia ad avvicinarsi al mondo del teatro durante il college. Appare in seguito in alcuni spettacoli Off-Broadway, tra cui Macbeth al New York Shakespeare Festival, Enrico V al New York Public Theater e Corpus Christi al Manhattan Theatre Club.
Nel 1999 il regista Sam Mendes lo vuole nel suo allestimento del musical Cabaret a Broadway, nel ruolo del Maestro delle Cerimonie; qualche anno dopo partecipa anche a Chicago. La carriera nel cinema inizia nel 2003 con il thriller Paycheck, del regista John Woo; nel 2009 partecipa alla lavorazione di Gamer, insieme all'attore Gerard Butler.
La svolta e la fama arrivano grazie alle serie televisive Six Feet Under, per la quale riceve anche una candidatura agli Emmy, ma soprattutto con Dexter, in cui interpreta il controverso protagonista Dexter Morgan, grazie alla quale ottiene diversi riconoscimenti, tra cui uno Screen Actors Guild Award e un Golden Globe nel 2010 come miglior attore in una serie drammatica.
Nel 2011 ha narrato la serie di documentari Vietnam in HD, trasmessi da History Channel. Nel 2012 ottiene il suo primo ruolo da protagonista sul grande schermo con The Trouble with Bliss. Nel 2015-2016 interpreta a teatro a Broadway il ruolo del protagonista Thomas Jerome Newton nel musical Lazarus di David Bowie. Nel 2021 ha partecipato al film John and the Hole.
Nel 2021 riprende il ruolo di Dexter Morgan nella miniserie Dexter: New Blood, di cui è anche produttore esecutivo. Nel 2024 è la voce narrante di un giovane Dexter Morgan nella serie prequel Dexter: Original Sin, nella quale compare anche per un cameo nel primo episodio. L'anno dopo riprende per la terza volta i panni di Dexter Morgan in Dexter: Resurrection, sequel di New Blood.

## Filmografia

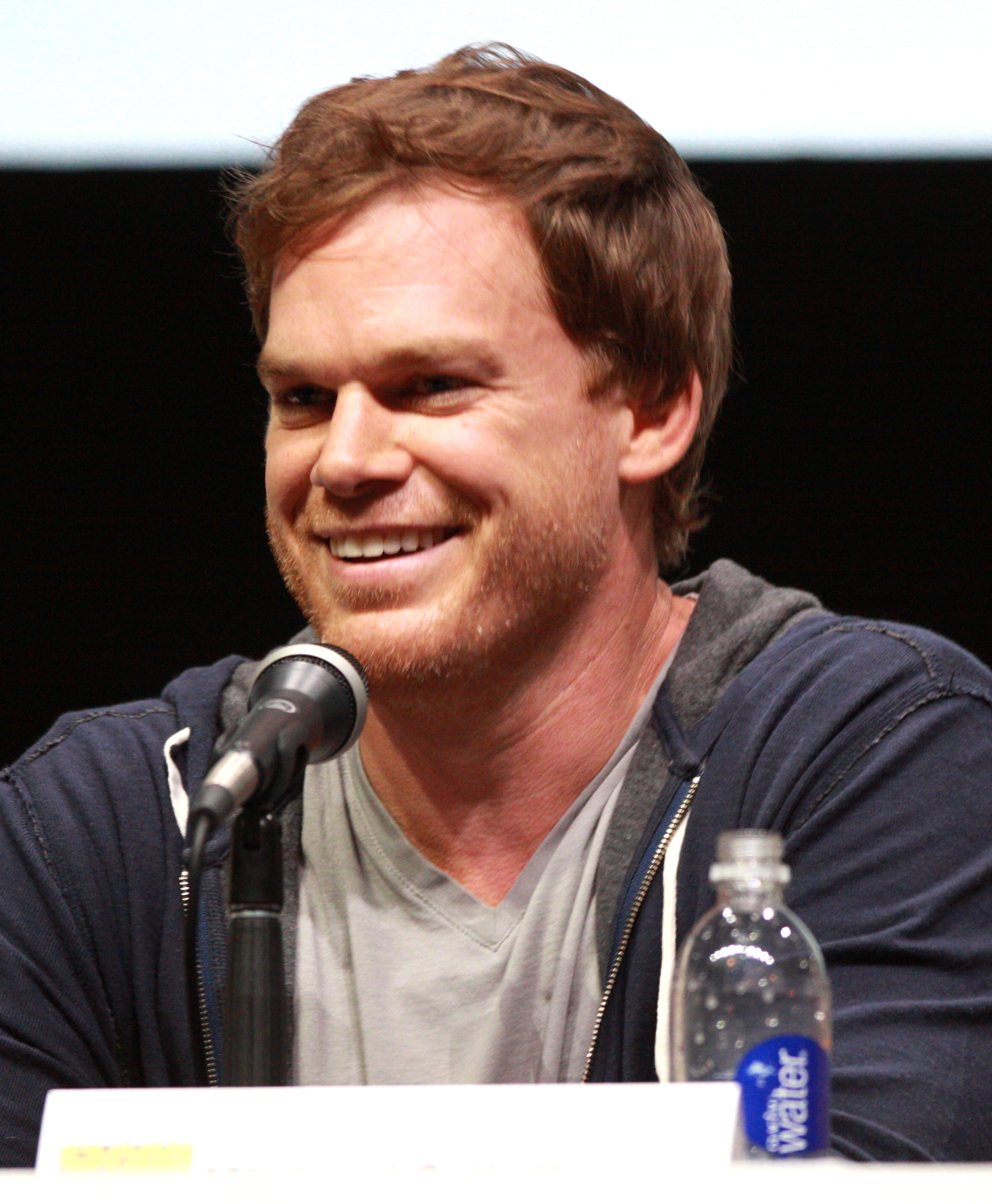
Michael C. Hall nel 2013 al Comic-Con di San Diego

### Cinema
- Paycheck, regia di John Woo (2003)
- Gamer, regia di Mark Neveldine e Brian Taylor (2009)
- Peep World, regia di Barry W. Blaustein (2010)
- The Trouble with Bliss, regia di Michael Knowles (2011)
- The River, regia di Sam Handel – cortometraggio (2013)
- Jerry Stahl Rides Dirty with Ben Stiller, Jason Schwartzman, Michael C. Hall & Flea, regia di Larry Charles – cortometraggio (2013)
- Giovani ribelli - Kill Your Darlings (Kill Your Darlings), regia di John Krokidas (2013)
- Cold in July - Freddo a luglio (Cold in July), regia di Jim Mickle (2014)
- Christine, regia di Antonio Campos (2016)
- The Silent Man (Mark Felt: The Man Who Brought Down the White House), regia di Peter Landesman (2017)
- Game Night - Indovina chi muore stasera? (Game Night), regia di John Francis Daley e Jonathan M. Goldstein (2018)
- The Report, regia di Scott Z. Burns (2019)
- All'ombra della luna (In the Shadow of the Moon), regia di Jim Mickle (2019)
- John and the Hole, regia di Pascual Sisto (2021)

### Televisione
- Six Feet Under – serie TV, 63 episodi (2001-2005)
- Bereft, regia di Tim Daly e J. Clark Mathis – film TV (2004)
- Dexter – serie TV, 96 episodi (2006-2013) – Dexter Morgan
- CollegeHumor Originals – serie TV, 1 episodio (2011)
- Vietnam in HD – documentario (2011) – voce narrante
- Ruth & Erica – serie TV, 3 episodi (2012)
- The Crown – serie TV, episodio 2x08 (2017)
- Safe – serie TV, 8 episodi (2018)
- The Defeated, regia di Måns Mårlind e Björn Stein – miniserie TV (2020)
- Dexter: New Blood, regia di Marcos Siega e Sanford Bookstaver – miniserie TV (2021-2022)
- Dexter: Original Sin – serie TV, episodio 1x01 (2024)
- Dexter: Resurrection – serie TV, 10 episodi (2025)

## Doppiatore
- Mysteries of the Freemasons, regia di Tuggelin Yourgrau – documentario (2006)
- How to Spoon with Michael C. Hall, regia di Nicholas Spaventa – cortometraggio (2009)
- Dexter: The Game – videogioco (2009)
- Dexter: Early Cuts – webserie, 12 episodi (2009-2010)
- Marco e Star contro le forze del male (Star vs. the Forces of Evil) – serie animata, 11 episodi (2015-2019)
- Dexter: Original Sin – serie TV (2024-in corso) – voce narrante

## Teatro
- Gypsy, di Arthur Laurents (1992)
- Enrico V, di William Shakespeare (1996)
- Skylight , di David Hare (1996)
- Corpus Christi , di Terrence McNally (1998)
- The English Teachers, di Ed Napier (1999)
- Cabaret di Joe Masteroff (1999-2000)
- Chicago, di Kander & Ebb (2004)
- R shomon, di Michael John LaChiusa (2004)
- Mr. Marmalade, di Noah Haidle (2005-2006)
- The Realistic Joneses, di Will Eno (2014-in corso)
- Hedwig and the Angry Inch, di John Cameron Mitchell (2014-2015)
- Lazarus, di David Bowie (2015-2016)

## Riconoscimenti
- 2002 – Premio Emmy
  - Nomination Migliore attore in una serie drammatica (per Six Feet Under)

- 2002 – Screen Actors Guild Award
  - Nomination Miglior cast in una serie drammatica (per Six Feet Under)

- 2002 – American Film Institute
  - Nomination AFI Actor of the Year – Male – Series (per Six Feet Under)

- 2003 – Screen Actors Guild Awards
  - Miglior cast in una serie drammatica (per Six Feet Under)

- 2004 – Screen Actors Guild Awards
  - Miglior cast in una serie drammatica (per Six Feet Under)

- 2005 – Screen Actors Guild Awards
  - Nomination Miglior cast in una serie drammatica (per Six Feet Under)

- 2006 – Screen Actors Guild Awards
  - Nomination Miglior cast in una serie drammatica (per Six Feet Under)

- 2006 – Satellite Award
  - Nomination Miglior attore in una serie drammatica (per Dexter)

- 2007 – Golden Globe
  - Nomination Miglior attore in una serie drammatica (per Dexter)

- 2007 – Screen Actors Guild Awards
  - Nomination Miglior attore in una serie drammatica (per Dexter)

- 2007 – Satellite Award
  - Miglior attore in una serie drammatica (per Dexter)

- 2007 – Saturn Award
  - Miglior attore in una serie televisiva (per Dexter)

- 2007 – Television Critics Association
  - Individual Achievement in Drama (per Dexter)

- 2008 – Premio Golden Globe
  - Nomination Miglior attore in una serie drammatica (per Dexter)

- 2008 – Premio Emmy
  - Nomination Migliore attore in una serie drammatica (per Dexter)

- 2008 – Screen Actors Guild Awards
  - Nomination Miglior attore in una serie drammatica (per Dexter)

- 2008 – Satellite Award
  - Nomination Miglior attore in una serie drammatica (per Dexter)

- 2008 – Saturn Award
  - Nomination Miglior attore in una serie televisiva (per Dexter)

- 2008 – TV Land Award
  - Nomination Siblings That Make You Grateful for Your Own Crazy Family (per Six Feet Under)

- 2009 – Premio Golden Globe
  - Nomination Miglior attore in una serie drammatica (per Dexter)

- 2009 – Premio Emmy
  - Nomination Migliore attore in una serie drammatica (per Dexter)

- 2009 – Screen Actors Guild Awards
  - Nomination Miglior attore in una serie drammatica (per Dexter)
  - Nomination Miglior cast in una serie drammatica (per Dexter)

- 2009 – Saturn Award
  - Nomination Miglior attore in una serie televisiva (per Dexter)

- 2010 – Premio Golden Globe
  - Miglior attore in una serie drammatica (per Dexter)

- 2010 – Premio Emmy
  - Nomination Migliore attore in una serie drammatica (per Dexter)

- 2010 – Screen Actors Guild Awards
  - Miglior attore in una serie drammatica (per Dexter)
  - Nomination Miglior cast in una serie drammatica (per Dexter)

- 2010 – Satellite Award
  - Nomination Miglior attore in una serie drammatica (per Dexter)

- 2010 – Saturn Award
  - Nomination Miglior attore in una serie televisiva (per Dexter)

- 2011 – Premio Golden Globe
  - Nomination Miglior attore in una serie drammatica (per Dexter)

- 2011 – Premio Emmy
  - Nomination Migliore attore in una serie drammatica (per Dexter)

- 2011 – Screen Actors Guild Awards
  - Nomination Miglior attore in una serie drammatica (per Dexter)
  - Nomination Miglior cast in una serie drammatica (per Dexter)

- 2011 – Saturn Award
  - Nomination Miglior attore in una serie televisiva (per Dexter)

## Doppiatori italiani
Nelle versioni in italiano dei suoi lavori, Michael C. Hall è stato doppiato da:
- Loris Loddi in Dexter, Giovani ribelli - Kill Your Darlings, Cold in July - Freddo a luglio, Safe, Dexter: New Blood, Dexter: Resurrection, Dexter: Original Sin
- Francesco Pezzulli in Game Night - Indovina chi muore stasera?, The Report
- Mirko Mazzanti in John and the Hole
- Franco Mannella in Six Feet Under
- Enrico Di Troia in Paycheck
- Fabio Boccanera in Gamer
- Francesco Bulckaen in The Silent Man
- Alessandro D'Errico in The Crown
- Francesco Prando in All'ombra della luna
- Alessandro Conte in The Defeated

Da doppiatore è sostituito da:
- Guido Di Naccio in Marco e Star contro le forze del male